# ベルリナー判

国際的な新聞判型の比較（下段 黒字）

ベルリナー判（ベルリナーばん、英: Berliner format）は、国際的な新聞判型の一つで、大きさはおおむね315mm×470mm（12.4インチ×18.5インチ）前後を標準とするが、地域や新聞社によって寸法は異なる。
国際的新聞判型におけるタブロイド判（285×400mm）よりやや大きく、国際的新聞判型のブロードシート判や、日本のローカル判型のブランケット判より一回り小さい。

## 概要
20世紀初頭に「北ドイツ判」（ノルディッシュ判、400×570mm）や「フランス判」との対比で、ドイツのベルリン市にちなんで名付けられた新聞判型である。「ベルリナー」の略称を持つドイツの大手日刊紙『ベルリナー・ツァイトゥング』（Berliner Zeitung）とは無関係で、同紙の判型はベルリナー判ではなくレニッシュ判の327mm×485mmである。
ドイツの『ディ・ターゲシュツァイトゥング』（Die Tageszeitung）と『ユンゲ・ヴェルト』（Junge Welt）の両紙が1990年代初めに採用したのを皮切りに、2000年代以降は『ガーディアン』（イギリス）、『ル・モンド』（フランス）、『ラ・レプッブリカ』（イタリア）、『中央日報』（韓国）など、紙面の小型化が課題となっているヨーロッパや北米、南米、アジア各圏の新聞社が、ベルリナー判を採用するケースが目立っている。
日本では、2009年の第20回新聞製作技術展（JANPS2009）で、産経新聞社がベルリナー判相当のサンプル紙面を試作公開した例がある。2008年に東京機械製作所が、韓国・中央日報向けにベルリナー判オフセット輪転機を製造納入した実績もある。その後、国内では静岡新聞社にて一部採用されている。

## ハーフ・ベルリナー判
ハーフ・ベルリナー判（英: Half Berliner format）は、ベルリナー判の半裁に相当し、大きさは230〜240mm×310〜320mm（9〜9¼インチ×12¼〜12½インチ）である。
紙面の大幅な小型化にあたっては従来、タブロイド判が選択されるケースが多かったが、モニターで紙面を購読閲覧する電子版での視認性も視野に入れ、イギリスの週刊紙『ガーディアン・ウイークリー』（2007年5月、タブロイド判から移行・235mm×315mm）や、ガーディアン系列紙だったスロバキアの日刊全国紙『プラウダ』（ブロードシート判からタブロイド判を経て、2008年11月移行・235mm×305mm）など、ヨーロッパでタブロイド判より小さいハーフ・ベルリナー判を採用する新聞社が現れている。